# Jean-Antoine Chaptal

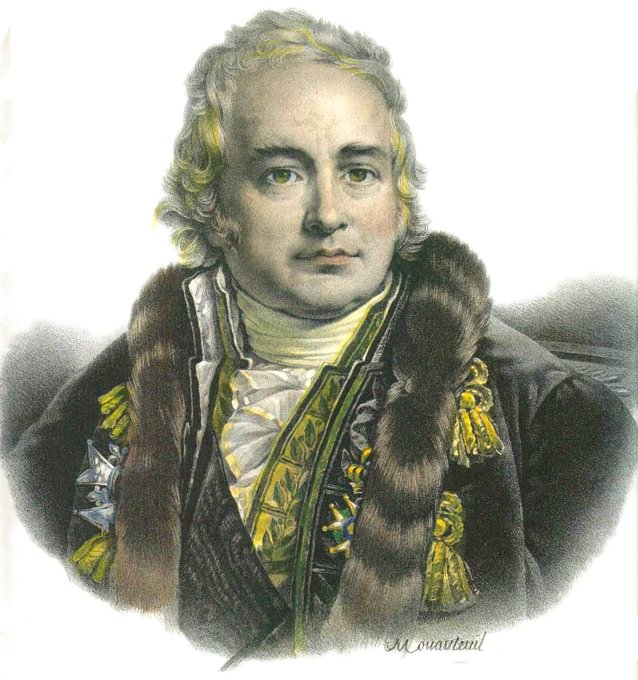
Jean-Antoine Chaptal

Jean-Antoine Chaptal, Graaf van Chanteloup (Nojaret, 3 juni 1756 — Parijs, 30 juli 1832) was een Franse scheikundige en staatsman.
Chaptal werd geboren in Nojaret (Badaroux). Hij bedacht een werkwijze om aluin te vervaardigen en ook een werkwijze om katoen te verven. Hij beschreef de transformatie van suikers in alcohol, en legde daarmee de basis van de wetenschappelijke benadering van het maken van wijn. Zijn naam leeft voort in de term "chaptaliseren", d.i. het toevoegen van suiker aan de most tijdens de vinificatie.
Hij was minister onder Napoleon, en is een van de 72 Fransen wier namen in reliëf op de Eiffeltoren zijn aangebracht. Zijn naam is verbonden aan het besluit Chaptal uit 1801 dat leidde tot de oprichting van regionale musea in diverse steden in het toenmalige Frankrijk, onder andere in Brussel.
- Bibsys: 4087202
- Biblioteca Nacional de España: XX1243608
- Bibliothèque nationale de France: cb11896089k (data)
- Catàleg d'autoritats de noms i títols de Catalunya: 981058515569506706
- CiNii: DA05454490
- Gemeinsame Normdatei: 11891779X
- International Standard Name Identifier: 0000 0001 0908 4800
- Library of Congress Control Number: n83007694
- Base Léonore: LH//485/63
- Nationale Bibliotheek van Tsjechië: mzk2008479842
- Nationale bibliotheek van Australië: 35789981
- Nationale Bibliotheek van Israël: 987007259771105171
- Nationale en Universitaire bibliotheek Zagreb: 000232475
- Nederlandse Thesaurus van Auteursnamen: 071377107
- Réseau des bibliothèques de Suisse occidentale: 02-A003095762
- LIBRIS: 306696
- SNAC: w60z763z
- Système universitaire de documentation: 02677870X
- Trove: 1088909
- Virtual International Authority File: 64003380
- WorldCat: E39PBJm99PgdRR63BcbVd9Vgrq